# François Borella
Pour les articles homonymes, voir Borella.
François Borella (16 février 1932-7 mai 2017) est un homme politique et juriste français, spécialisé en droit constitutionnel.

## Biographie

### Origines et formation
Né à Nancy (Meurthe-et-Moselle) le 16 février 1932, il est issu d'une famille catholique pratiquante. Il est le frère de Jean Borella. Son père, aviateur dans l'armée de l'air française, décède en service commandé en 1937 ; son grand-père paternel est un italien, maçon, arrivé en France après la Première Guerre mondiale. Élevé par ses grands-parents, lauréat du concours général en histoire, il obtient son baccalauréat en 1950 au lycée Henri-Poincaré de Nancy. Il étudie le droit à Nancy puis à Paris, et obtient une thèse de doctorat en mai 1957 (L'évolution politique et juridique de l'Union française depuis 1946). Il est reçu à l'agrégation de droit public et de science politique en 1962.

### Carrière
Chargé de cours à la faculté de Nancy, il enseigne de 1962 à 1966 à la faculté de droit d'Alger au lendemain de l'indépendance. De retour en France, il enseigne de 1966 à 1990 à l'université de Nancy II qu'il préside de 1973 à 1978. Il enseigne entre 2000 et 2011 au campus européen franco-allemand de l'IEP de Paris à Nancy un cours d'institutions politiques comparées concernant l'Allemagne, la Suisse, l'Italie, l'Espagne, la Russie, les États-Unis, le Royaume-Uni et la France.
Dans son célèbre ouvrage, Les partis politiques dans la France d'aujourd'hui (troisième édition revue et mise à jour au 1er janvier 1977), il écrit (p. 81) "Affirmer que le régime politique actuel et le système de parti qui en découle s'explique par la situation économique et sociale de la France moderne est une proposition abondamment débattue. L'utilisation abusive du vocabulaire marxiste par de nombreux auteurs et partis politiques, les simplification caricaturales qui font bon marché des faits les plus avérés, la crainte infantile, des intellectuels français de ne pas être le plus à gauche possible ont introduit dans cette question une extrême confusion. "

### Engagement politique
Son implication dans la JEC l’accompagne dans son engagement dans le militantisme syndical étudiant aux côtés de Michel de La Fournière, Robert Chapuis et Jacques Julliard ; il devient vice-président de l'Union nationale des étudiants de France (UNEF) (1955-1956) ; inculpé pour atteinte à la sûreté de l'État en mai 1957 à la suite de sa contribution à la Conférence nationale étudiante pour une solution du problème algérien (juillet 1956) et sa publication dans la revue  Esprit, il est acquitté en 1958 ; les Accords d'Évian reprennent certains éléments des résolutions de cette conférence. Son appartement familial est plastiqué par l'OAS le 6 avril 1962 ; quelques mois après, il part enseigner quatre ans à la faculté de droit d'Alger. Il quitte l'Union de la gauche socialiste pour rejoindre le PSU à sa création en 1960 et participe à sa direction nationale de 1969 à 1974 ; en 1974, il rejoint avec Michel Rocard le PS et participe pendant dix ans à la Commission nationale des conflits ; c'est sous l'étiquette PS qu'il se présente à diverses élections municipales et régionales.

### Vie privée
Il se marie le 27 août 1957 avec Marie-Claire de Thomassin de Montbel, ancienne responsable féminine à la JEC et avocate, à l'église Saint-Denis d'Épiez-sur-Chiers ; ils ont cinq enfants, dix-neuf petits-enfants et onze arrière-petits-enfants,.
 : document utilisé comme source pour la rédaction de cet article.

## Décorations
- Commandeur des Palmes académiques[8]
- Officier de l'Ordre du mérite (1997, chevalier 1990)[10]

## Fonctions électives
- Conseiller municipal de Nancy (1983 - 2002)
- Conseiller régional de Lorraine (1986 - 1998)

## Ouvrages
- L'évolution politique et juridique de l'Union française depuis 1946, Paris, Librairie générale de droit et de jurisprudence, 1958

- Prix Emmanuel-André-You 1960 de l’Académie des sciences d’outre-mer
- Les partis politiques au Pays basque (1977)
- Les partis politiques en Europe (1984)
- Les partis politiques dans la France d'aujourd'hui (plusieurs éditions dont au moins 1973, 1975, 1990)
- État, société et pouvoir à l'aube du XXIe siècle : Mélanges en l'honneur de François Borella, Nancy, Presses Universitaires Nancy, 2000, 556 p. (ISBN 2-86480-885-4).
- Éléments de droit constitutionnel, Presses De Sciences Po, coll. « Références », 2008, 429 p. (ISBN 978-2-7246-1071-0 et 2-7246-1071-7).
- Critique du savoir politique, Paris, PUF, coll. « Questions », 1990, 232 p. (ISBN 2-13-043183-6).
- Le gouvernement des Français : éléments d'initiation civique, Éditions de l'Épi, 1960, 334 p..
- Michel de la Fournière et François Borella, Le syndicalisme étudiant, Éditions du Seuil, 1957, 187 p.

### Autres publications
Plusieurs articles dans les revues Esprit et Témoignage chrétien.